# Aşkarbeyli, İskenderun
Aşkarbeyli là một xã thuộc huyện İskenderun, tỉnh Hatay, Thổ Nhĩ Kỳ. Dân số thời điểm năm 2011 là 710 người.